# Леб'яже (аеродром)
Леб'яжє (також Камишин Північно-Західний, Громово, Котли та Михайлівка) — військовий аеродром, розташований 18 км на північний захід від Камишина і 170 км на північ від Волгограда. Аеродром має надзвичайно широку злітно-посадкову смугу. Поблизу аеродрому знаходиться військовий полігон «Леб'яже».

## Історія

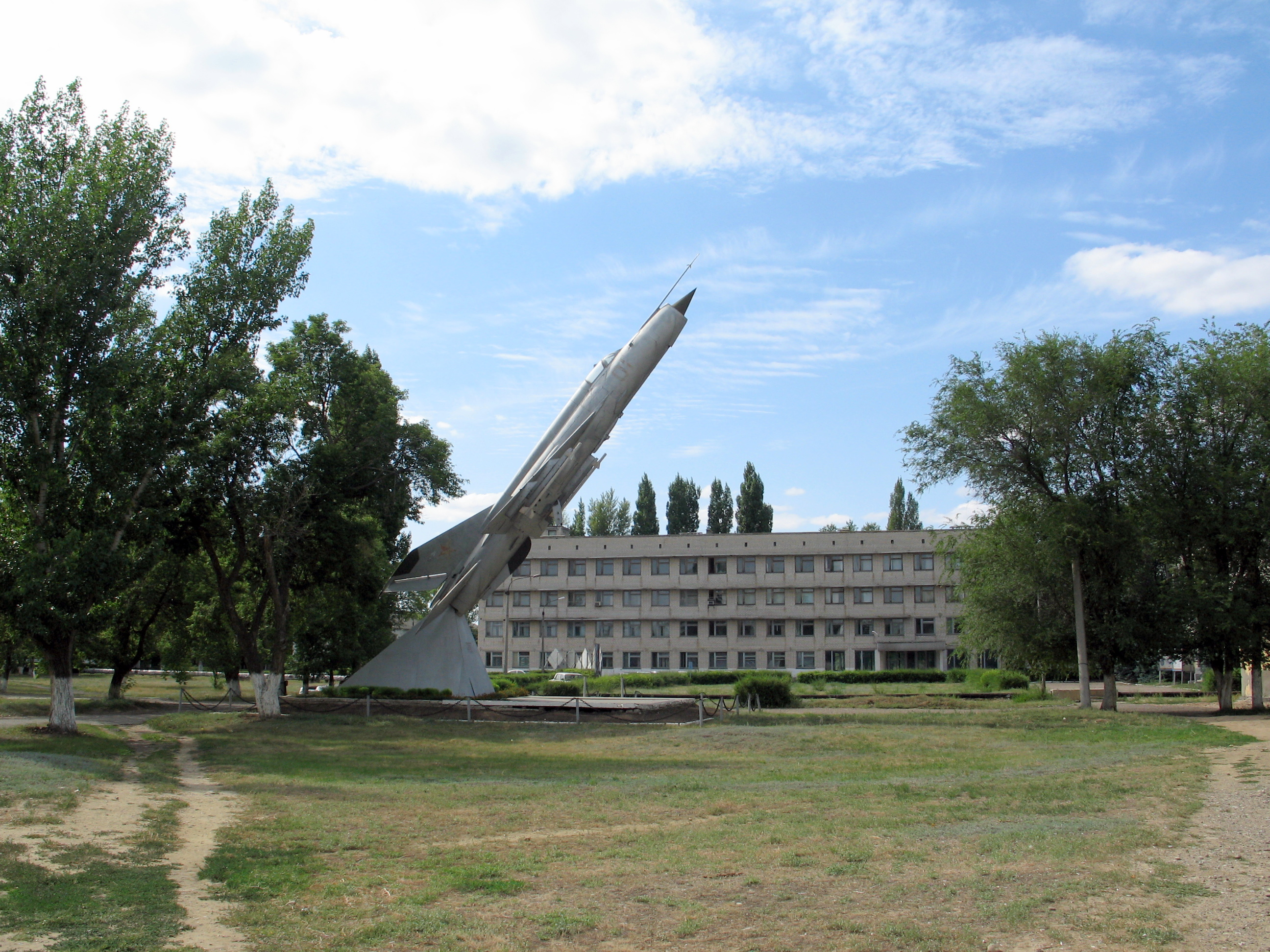
Авіаційне містечко в селі Леб'яже поблизу аеродрому

Аеродром був побудований в 1955 році для Камишинського військово-морського авіаційного училища, для навчання курсантів на літаках Іл-28 за мінно-торпедним профілем. Після розформування Камишинського училища аеродром було передано до Качинського ВВАУЛ.
З 1988 на аеродромі базувався 1-й гвардійський навчальний авіаційний винищувально-бомбардувальний полк (АПІБ), який літав на МіГ-23, МіГ-27 і Су-24. Він був переведений з південної групи військ в Угорщині. 1 Гв АПІБ належав 1080-му навчальному авіаційному центру перепідготовки особового складу у Борисоглібську.. 1 вересня 2009 року полк увійшов до складу 6970-ї авіаційної бази Його авіатехніка, у зв'язку з реформуванням ЗС, також була передана на аеродром Морозовськ..
3-й бомбардувальний авіаційний полк прибув із Шпротави, Польща, 4 червня 1992 року (де він входив до складу 149-ї бомбардувальної авіаційної дивізії) і був розформований на аеродромі «Леб'яжє» наприкінці того ж 2009 року.